# Johnny Evers
John Joseph Evers (Troy, 21 luglio 1881 – Albany, 28 marzo 1947) è stato un giocatore di baseball e allenatore di baseball statunitense di ruolo seconda base nella Major League Baseball (MLB). È stato introdotto nella National Baseball Hall of Fame nel 1946.

## Carriera
Evers giocò nella Major League Baseball dal 1902 al 1917 per Chicago Cubs, Boston Braves e Philadelphia Phillies. Giocò anche una gara a testa con Chicago White Sox e Braves mentre era il loro allenatore, nel 1922 e 1929, rispettivamente.
Dopo avere giocato per una stagione nelle minor league baseball, Frank Selee, manager dei Cubs, acquistò il contratto di Evers, facendone il suo seconda base titolare. Con la squadra raggiunse quattro pennant della National League e due titoli delle World Series. I Cubs scambiarono Evers con i Braves nel 1914: quell'anno guidò la sua nuova squadra alla vittoria delle World Series, venendo premiato come MVP della National League. Evers continuò a giocare per i Braves e i Phillies fino al 1917. In seguito divenne allenatore, osservatore, manager e general manager. Noto per essere stato uno dei migliori difensori della MLB, Evers possedeva anche un temperamento scontroso che spesso esibiva contro gli arbitri. Fu anche parte di una famosa combinazione per i doppi giochi in difesa con Joe Tinker e Frank Chance, immortalata nel verso "Tinker-to-Evers-to-Chance" della poesia "Baseball's Sad Lexicon". Furono tutti e tre introdotti nella Hall of Fame nello stesso anno.

## Palmarès

### Club
- World Series: 3

Chicago Cubs: 1907, 1908
Boston Braves: 1914

### Individuale
- MVP della National League: 1

1914